# Antônio Aranha Alves
Antônio Aranha Alves (Sorocaba, 4 de agosto de 1946), mais conhecido como Aranha, é um ex-futebolista brasileiro que atuava como lateral-direito.

## Carreira
Foi revelado na Estrada Sorocabana. Ainda em sua cidade natal, passou em 1967 ao São Bento. Chegou a ser emprestado ao São Paulo, sem sucesso: sua estadia no Tricolor não durou sequer os três meses acertados, irritado em não sair da reserva mesmo quando o titular se machucava, vendo-o ser substituído por zagueiros improvisados.
Notabilizou-se nacionalmente no clube seguinte ao qual foi emprestado, o Remo, para onde foi levado pelo técnico João Avelino. Como jogador azulino, ganhou Bola de Prata da revista Placar, que o elegeu o melhor lateral-direito do Campeonato Brasileiro de 1972. Aranha foi o primeiro jogador que, atuando por um clube da Região Norte do Brasil, recebeu a premiação. Posteriormente, ela também seria entregue a outro remista, o goleiro Edson Cimento, em 1977. À altura da década de 2010, ambos seguiam sendo os únicos do futebol nortista que ganharam a premiação.
Embora a eleição de Aranha tenha sido em dado momento criticada por João Saldanha (em 1977), seu desempenho foi tão bom que Nelinho, antes de tornar-se um craque celebrado, era seu reserva. Foi em função de lesão de Aranha nos jogos finais  que Nelinho conseguiu chances, tendo seu grande momento contra o Cruzeiro, que assim descobriu seu futuro ídolo. A boa campanha remista gerou, por outro lado, um desmanche, e Aranha foi um dos que saíram imediatamente, assim como o próprio Nelinho.
O São Bento pedia um preço alto demais por seu passe. Sondado na época por Flamengo, Botafogo e Athletico Paranaense, foi emprestado ao Atlético Mineiro, onde não se firmou.
Voltou a ser emprestado ao Remo para disputar o Brasileirão de 1973. Nele, participou de seu único clássico Re-Pa, um 1-1 no estádio do Remo. Foi o primeiro duelo entre a dupla paraense na história do Campeonato Brasileiro de Futebol.
Em 1975, recebeu passe livre do São Bento e o alugou ao Comercial de Campo Grande. À altura do fim de setembro de 1975, pela equipe sul-mato-grossense (na época, ainda no Mato Grosso) chegou a ser considerado o terceiro melhor lateral-direito do Brasileirão daquele ano na avaliação da Bola de Prata. Curiosamente, o líder na ocasião era outro remista, Rosemiro.
Em 1976, jogou no Sport Recife.
Além de jogador, também era técnico eletricista. Casado e pai de quatro filhos, desde a década de 2000, tem paralisa parcial no lado esquerdo do corpo, em decorrência de um derrame.
Em 2020, uma eleição oficial promovida pelo Remo entre torcedores escolheu Aranha como segundo maior lateral-direito do clube. Embora não superasse Marquinhos Belém, campeão brasileiro da Série C em 2005, vencedor com 34% dos votos, a porcentagem de 26,4% de Aranha colocou-o à frente de Rosemiro (24,8%), notabilizado por ter defendido a seleção brasileira olímpica ainda como atleta remista.